# Tomislav Piplica
Tomislav „Pipi“ Piplica [ˈtɔmislaʋ ˈpiplitsa] (* 5. April 1969 in Bugojno, SFR Jugoslawien) ist ein ehemaliger bosnisch-herzegowinisch-kroatischer Fußballtorhüter und jetziger Fußballtrainer bzw. Torwarttrainer.

## Vereinskarriere

### Anfänge
Er begann seine Karriere mit zwölf Jahren bei NK Iskra Bugojno als Feldspieler. Erst ein Jahr später wurde er Torwart. Als Profi spielte er für NK Zagreb, NK Istra Pula, HNK Segesta Sisak, NK Samobor (alle in Kroatien) und ab 1998 für Energie Cottbus.

### Energie Cottbus
In der Saison 2001/02 wurde er vor allem in Deutschland durch ein Kopfball-Eigentor bekannt, bei dem ihm ein harmloser Ball (eine Bogenlampe) von Marcel Witeczek von Borussia Mönchengladbach auf den Kopf prallte und ins Tor ging. Für dieses Tor bekam er in der Sendung TV total von Stefan Raab den Raab der Woche, den er persönlich in Empfang nahm.
Wegen seiner Besonderheiten – er hatte in der Saison 2004/05 als einziger Spieler zwei Autogrammkarten mit verschiedenen Frisuren – wurde er in Cottbus schnell zum Publikumsliebling. Außerdem wurde er zweimal zum Spieler des Jahres von Energie Cottbus gewählt. „Pipi“, wie er von den Fans genannt wird, ist wegen seiner Ausflüge aus dem Tor bekannt, wodurch er aber hin und wieder auch den Unmut der Fans auf sich zog.
2009 beendete Tomislav Piplica seine Karriere und war bis 2011 Mitglied im Trainerstab der Cottbuser U23-Mannschaft.

### Weitere Stationen
Bis Ende 2012 hatte Piplica den Posten des Sportdirektors des SC Hartenfels Torgau 04 inne und half dort auch als Trainer aus.
Am 9. November 2012 kündigte er im Alter von 43 Jahren sein Comeback als Torhüter des Sechstligisten FC Eilenburg an, nachdem sich der Stammtorhüter bei einem Unfall den Arm gebrochen hatte. Nach 17 Meisterschaftseinsätzen 2012/13 setzte sich Piplica in der Saison 2013/14 in weiteren zehn Ligapartien ein und absolvierte auch in der darauffolgenden Spielzeit 2014/15 ein offizielles Ligaspiel. Von 2012 bis zu seinem Abgang als Trainer im Herbst 2015 saß Piplica, wenn er sich nicht selbst einsetzte, regelmäßig als Ersatztorhüter auf der Ersatzbank.
Ab 2015 war Piplica Torwarttrainer des Regionalligisten Wacker Nordhausen. Nach der Entlassung des Cheftrainers Josef Albersinger am 21. September 2016 wurde er zum Interimscheftrainer ernannt und führte diese Aufgabe bis zum Jahreswechsel 2016/17 aus. Im April 2017 bekleidete er erneut als Ersatz für den entlassenen René van Eck interimsweise das Amt des Cheftrainers, bis mit Volkan Uluç ein Nachfolger gefunden war.
Im Februar 2020 wurde Piplica Co-Trainer der U17 und Torwarttrainer im Leistungs- und Aufbaubereich des FC Carl Zeiss Jena. Piplicas Sohn Zak Paulo spielte in der U19 von FC Carl Zeiss Jena und ging 2020 zum 1. FC Lok Leipzig. Im Juli 2020 wechselte Piplica dann zur SpVgg Bayreuth als Trainer der Reservemannschaft und Sportkoordinator Leistungssport.
2022 trat Piplica eine Stelle als Torwart-Trainer beim FC Erzgebirge Aue an. Ein Jahr später wechselte er auf dieselbe Position beim 1. FC Lokomotive Leipzig, bei der auch sein Sohn Zak Paulo Piplica als Mittelfeldspieler aktiv ist. Am 19. Februar 2024 übernahm er nach der Entlassung von Almedin Čiva interimsweise bis zum Saisonende den Cheftrainerposten.

## Nationalmannschaft
Bei der U20-Junioren-Weltmeisterschaft 1987 in Chile wurde er Weltmeister mit der jugoslawischen Mannschaft, die mit u. a. Robert Prosinečki, Davor Šuker, Zvonimir Boban und Predrag Mijatović im Finale die deutsche Mannschaft nach Elfmeterschießen bezwang. Als Ersatzkeeper bestritt Piplica allerdings kein Spiel. In der Nationalmannschaft von Bosnien-Herzegowina hatte Piplica neun Einsätze. Sein Wunsch, für die kroatische Nationalmannschaft zu spielen, ging nicht in Erfüllung, da der damalige Coach, Miroslav Blažević, ihm sagte, er solle sich die Haare schneiden und dann wieder kommen.
Von 2010 bis 2014 war Piplica Torwart- und Co-Trainer der bosnisch-herzegowinischen Fußballnationalmannschaft.